# Expérience comportementale
Une expérience comportementale est une expérience visant l'exploration psychologique d'un comportement.
Parmi les principaux paradigmes approfondis en psychologie expérimentale, on peut notamment distinguer :
- la décision lexicale
- la dénomination de mots : projeter un mot sur un écran et demander au sujet de le lire le plus rapidement possible
- la dénomination d'images : projeter une image sur un écran et demander au sujet de le nommer le plus rapidement possible